# 유럽들소

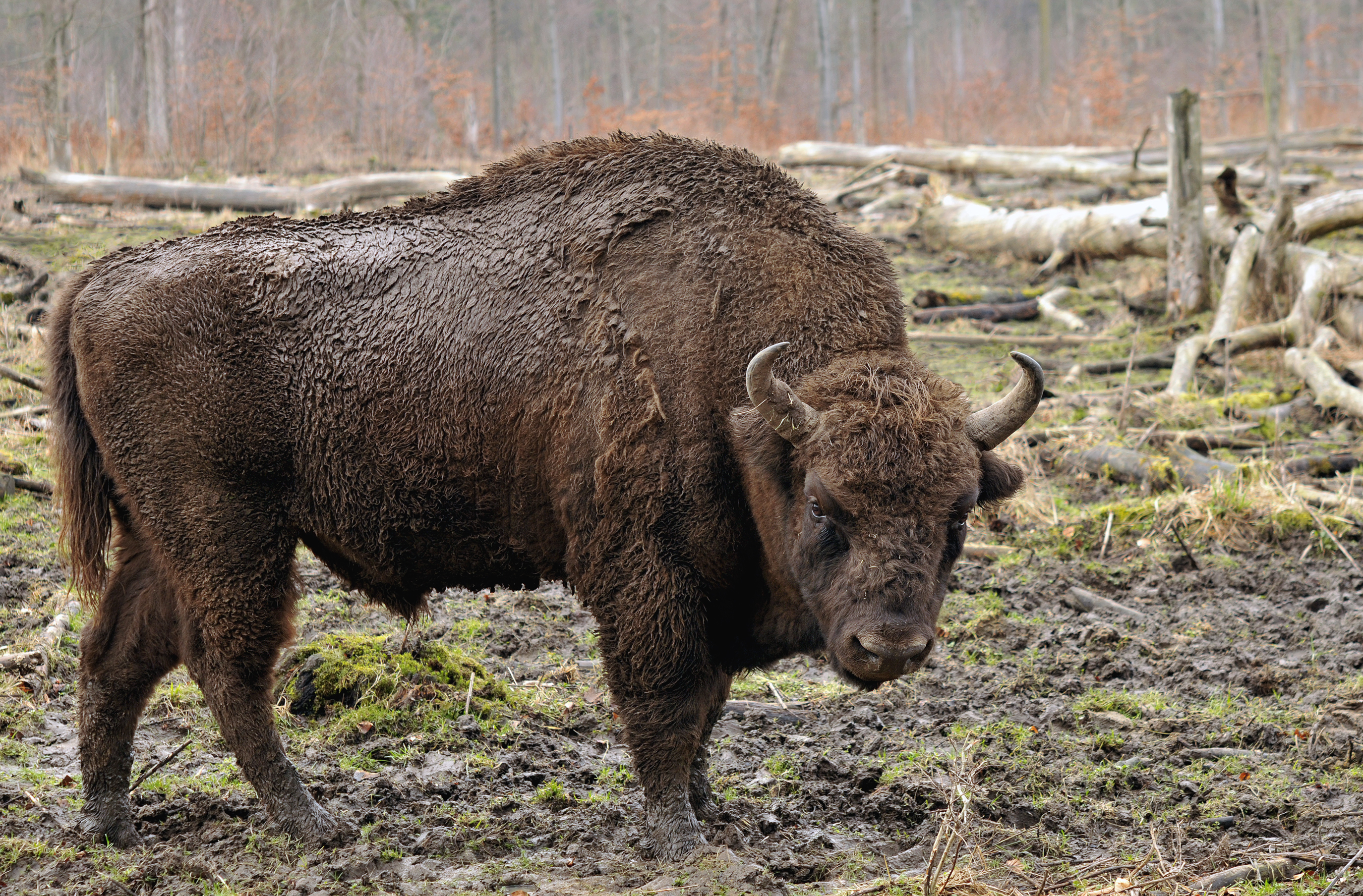
(Żubr)라는 이름의 개체

유럽들소(또는 비젠트,Bison bonasus)는 들소의 일종이며 유럽에서 생존하는 지상 포유류 중 가장 무거운 동물이다. 유럽들소의 몸길이는 보통 2.9에서 3.0미터이며, 키는 1.8에서 2.2미터로, 몸무게는 약 1t(1,000kg)이다. 아메리카들소보다는 큰 편이며, 목과 머리에 있는 털도 짧은 편이지만 뿔과 꼬리는 더 길다. 현재는 모두 숲을 방랑하는 종이며, 늑대무리와 불곰을 제외하고는 천적이 거의 없다. 칼 폰 린네에게 1758년에 설명된 종이다.
1996년 국제자연보호연맹은 유럽들소를 멸종위기종으로 분류하였다. 중세부터 가죽과 뿔을 얻기위해서 많이 잡았으며, 현재 남아있는 개체는 사육하에 생존해 있었던 12마리의 후손으로 여겨진다. 따라서 개체군 병목현상이 이들을 특정병에 취약하게 한다. 폴란드, 유라시아 동부, 남동부에 분포한다.
대한민국에선 서울대공원에 1984년에 최초로 들여와서 사육했었고, 태국 사뭇프라칸 동물원과의 동물 교환 이후 한 마리만 남아 있었으나, 2020년부로 그 한 마리도 폐사했으며 국내에선 볼 수 없다.